# Stellifer ephelis
Stellifer ephelis är en fiskart som beskrevs av Chirichigno F., 1974. Stellifer ephelis ingår i släktet Stellifer och familjen havsgösfiskar. IUCN kategoriserar arten globalt som livskraftig. Inga underarter finns listade i Catalogue of Life.